# جعفر سلمانی
جعفر سلمانی (زادهٔ ۲۳ دی ۱۳۷۵) بازیکن فوتبال اهل ایران است که در پست دفاع چپ برای باشگاه فوتبال ملوان بندر انزلی در لیگ برتر خلیج فارس بازی می‌کند.

## عملکرد باشگاهی

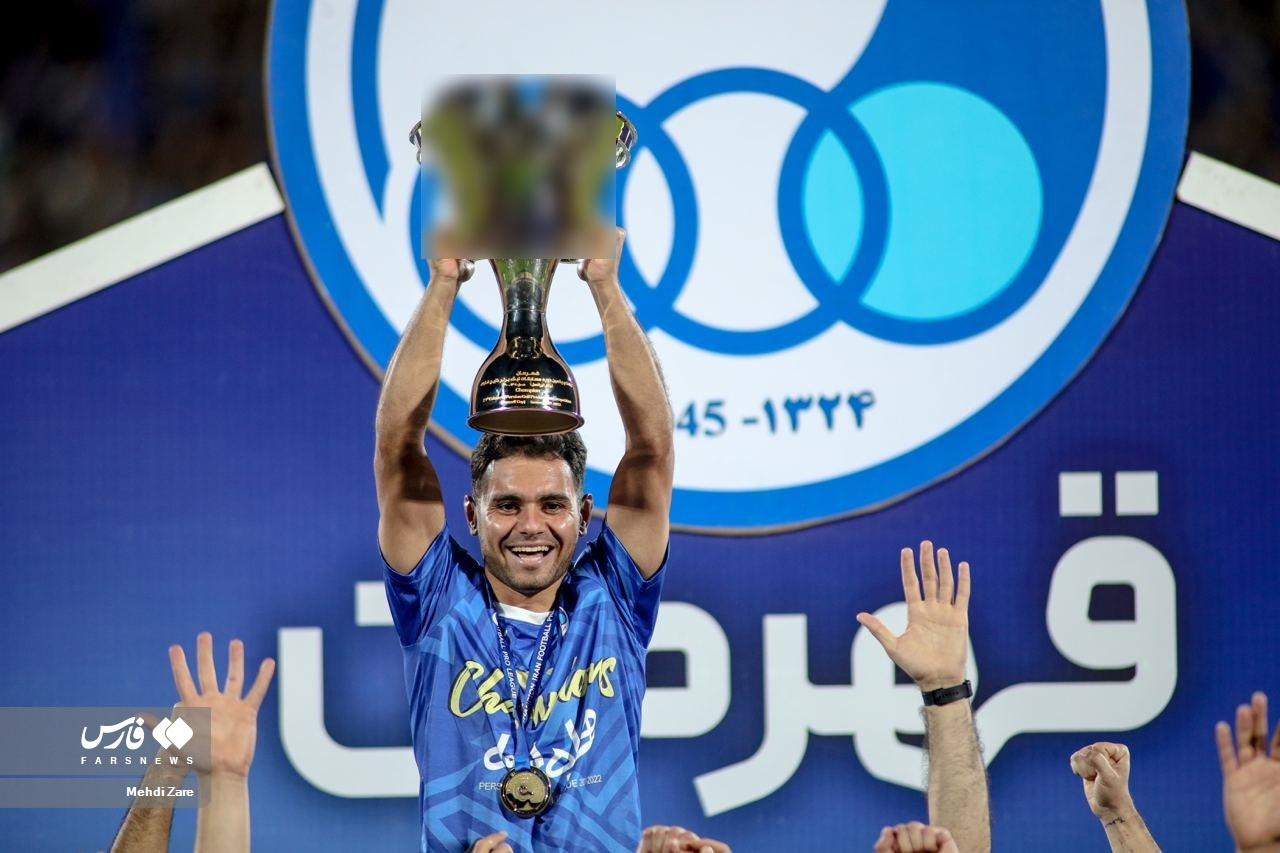
سلمانی با جام قهرمانی لیگ برتر ۰۱–۱۴۰۰

### صنعت نفت آبادان
جعفر سلمانی از تیم‌های پایه صنعت نفت به تیم بزرگسالان راه یافت و اولین بازی خود را در باشگاه صنعت نفت آبادان در هفته بیست و پنجم مسابقات لیگ برتر فوتبال ایران در فصل ۲۰۱۸–۲۰۱۷ برابر سیاه جامگان انجام داد.

### پورتیموننزه
در ۲۰ دسامبر ۲۰۲۰، جعفر سلمانی با یک قرارداد ۲٫۵ ساله با باشگاه باشگاه ورزشی پورتیموننزه پرتغالی امضا کرد، جایی که او دوباره با زیرنظر مربی سابق خود در صنعت نفت، پائولو سرژیو توپ زد. وی اولین بازی خود را پیراهن این تیم در مقابل باشگاه فوتبال پاسوژ د فریرا در هفته هجدهم رقابت‌های لیگ برتر فوتبال پرتغال انجام داد که این بازی با تساوی ۱–۱ به پایان رسید. وی همچنین اولین گل خود را برای این تیم در مقابل باشگاه فوتبال ژیل ویسنته به ثمر رساند و همچنین در همین بازی یک پاس گل هم داد.

### استقلال
در ۳۰ اگوست ۲۰۲۱ پس از صادر شدن رضایتنامه جعفر سلمانی برای باشگاه استقلال توسط پورتیموننزه با قراردادی ۲ ساله به باشگاه استقلال پیوست و اولین بازی خود را در لیگ قهرمانان آسیا مقابل باشگاه فوتبال الهلال انجام داد، که در با برتری ۲ بر ۰ الهلال به پایان رسید.

## عملکرد ملی
وی در تاریخ ۱۰ فروردین ۱۴۰۰ اولین حضور در ترکیب تیم ملی فوتبال ایران را مقابل سوریه تجربه کرد.

## آمار

### باشگاهی
| باشگاه            | فصل               | لیگ               | لیگ  | لیگ | جام حذفی | جام حذفی | قاره‌ای | قاره‌ای | دیگر | دیگر | مجموع | مجموع |
| باشگاه            | فصل               | دسته              | بازی | گل  | بازی     | گل       | بازی   | گل     | بازی | گل   | بازی  | گل    |
| ----------------- | ----------------- | ----------------- | ---- | --- | -------- | -------- | ------ | ------ | ---- | ---- | ----- | ----- |
| صنعت نفت          | ۲۰۱۷–۲۰۱۸         | لیگ برتر          | ۲    | ۰   | ۰        | ۰        | –      | –      | –    | –    | ۲     | ۰     |
| صنعت نفت          | ۲۰۱۸–۲۰۱۹         | لیگ برتر          | ۲۳   | ۲   | ۲        | ۲        | –      | –      | –    | –    | ۲۵    | ۴     |
| صنعت نفت          | ۲۰۱۹–۲۰۲۰         | لیگ برتر          | ۲۹   | ۱   | ۱        | ۰        | –      | –      | –    | –    | ۳۰    | ۱     |
| مجموع صنعت نفت    | مجموع صنعت نفت    | مجموع صنعت نفت    | ۵۴   | ۳   | ۳        | ۲        | –      | –      | –    | –    | ۵۷    | ۵     |
| پورتیموننزه       | ۲۰۲۰–۲۰۲۱         | لیگ پرتغال        | ۱۱   | ۱   | ۰        | ۰        | ۰      | ۰      | –    | –    | ۱۱    | ۱     |
| مجموع پورتیموننزه | مجموع پورتیموننزه | مجموع پورتیموننزه | ۱۱   | ۱   | ۰        | ۰        | ۰      | ۰      | –    | –    | ۱۱    | ۱     |
| استقلال           | ۲۰۲۱–۲۰۲۲         | لیگ برتر          | ۳۰   | ۴   | ۲        | ۰        | ۱      | ۰      | –    | –    | ۳۳    | ۴     |
| استقلال           | ۲۰۲۲–۲۰۲۳         | لیگ برتر          | ۲۹   | ۲   | ۴        | ۰        | –      | –      | ۱    | ۰    | ۳۴    | ۲     |
| استقلال           | ۲۰۲۳–۲۰۲۴         | لیگ برتر          | ۲۳   | ۰   | ۱        | ۰        | –      | –      | –    | –    | ۲۴    | ۰     |
| مجموع استقلال     | مجموع استقلال     | مجموع استقلال     | ۸۲   | ۶   | ۷        | ۰        | ۱      | ۰      | ۱    | ۰    | ۹۱    | ۶     |
| مجموع آمار        | مجموع آمار        | مجموع آمار        | ۱۴۷  | ۱۰  | ۱۰       | ۲        | ۱      | ۰      | ۱    | ۰    | ۱۵۹   | ۱۲    |

### بازی‌های ملی
تا تاریخ ۲ سپتامبر ۲۰۲۱
| ایران | ایران | ایران |
| سال   | بازی  | گل    |
| ----- | ----- | ----- |
| ۲۰۲۱  | ۲     | ۰     |
| مجموع | ۲     | ۰     |

## افتخارات

### باشگاهی

#### استقلال
- لیگ برتر خلیج فارس
  - قهرمان (۱): ۱۴۰۱–۱۴۰۰[۱۱]
  - نایب قهرمان (۱): ۰۳–۱۴۰۲
- سوپر جام
  - قهرمان (۱): ۱۴۰۱[۱۲]
- جام حذفی
  - نایب قهرمان (۱): ۰۲–۱۴۰۱

ملوان
- جام حذفی
  - نایب قهرمان (۱): ۰۴–۱۴۰۳

### فردی
- بهترین مدافع چپ سال ۱۴۰۰ با رای مردمی در نوروز فوتبالی
- تیم منتخب مردمی سال ۱۴۰۰ نوروز فوتبالی